# 美国破产法第十一章
美国破产法第11章（英語：Chapter 11, Title 11 of the U.S. Code），是美国法典破產法一个章节。第11章的破产程序适用于所有实体，不论是公司、合伙企业还是独资企业，或者是个人。主要使用此章节的是公司实体。
在美国破产法下，实体可以根据此章进行破产重组。与破产法第11章相对，破产法第7章规定了破产清算的程序，尽管破产法第11章也包含了清算的规定。破产法第13章则为大多数个人提供了重组程序。

## 概述
当企业无力偿还债务时，企业或其债权人可以向联邦破产法院申请破产法第七章或第十一章的破產保护。
在破产法第七章中，企业（债务人）进行破产清算。企业停止经营，破产管理人（trustee）出售其所有资产，然后将收益分配给债权人。如有剩余金额，则会返还给公司的所有者，即股东。
在破产法第十一章中，在大多数情况下，债务人作为 "占有债务人"，仍以占有产业的债务人（Debtor in Possession）的身份控制着企业的经营活动，并接受法院的监督和管辖。
第十一章破产将导致债务人的三种结果：重组、转为第七章破产或被驳回。为了使第十一章债务人重组，债务人必须提出重组计划，并获得法院确认。重组计划的用意是使包括债务人及其债权人等主要利益相关者，达成自愿妥协。大多数第十一章破产案件的目的是确认重组计划，但这目标不一定能实现。
如果债权人都同意重组计划，并且得到法官批准，那么该计划就可以得到确认。破产法第1129条，要求破产法院批准该计划并使其对案件的所有当事人具有约束力之前，必须做出某些结论。最主要结论的是该计划符合法律，并且是善意提出的。法院还必须认定重组计划是可行的，既除非计划另有规定，否则该重组计划不能导致破产实体在未来进行进一步重组或清算。

## 牵涉公司
| 年份                                                         | 月份   | 公司                       | 備註 |
| ------------------------------------------------------------ | ------ | -------------------------- | --- |
| 2020年                                                       | 8月    | 斯坦因·马丁                | |
| 2020年                                                       | 8月    | 罗德与泰勒（百貨）         | 1826年創立 |
| 2020年                                                       | 7月    | Ascena零售集團             | 旗下有Catherines、Justice、安·泰勒（Ann Taylor）、LOFT、莱恩·布赖恩特以及Lou & Grey等子品牌，其中莱恩·布赖恩特於1904年創辦                                                             |
| 2020年                                                       | 7月    | 无印良品                   | 以极简的居家用品闻名 |
| 2020年                                                       | 7月    | 布克兄弟                   | 1818年在纽约创立，是美国最老字号的服装品牌之一 |
| 2020年                                                       | 6月    | 切薩皮克能源公司           | 頁岩油產業龍頭 |
| 2020年                                                       | 6月    | 墨西哥航空                 | 2020年拉美第三家倒下的航司 |
| 2020年                                                       | 6月    | NPC International          | 於美國經營逾1,255間Pizza Hut以及逾385間漢堡包快餐連鎖店Wendy's |
| 2020年                                                       | 6月    | 健安喜                     | 全球最大的保健品零售商，在美国和加拿大拥有超过3千家门店，几乎在美国的每个大型商场都设有GNC的分店                                                                                       |
| 2020年                                                       | 5月    | 优势租车                   | 美國第四大租車公司 |
| 2020年                                                       | 5月    | 南美航空集团               | 南美最大航空 |
| 2020年                                                       | 5月    | 赫兹租车                   | 1918年成立 |
| 2020年                                                       | 5月    | 彭尼百货                   | 1902年成立 |
| 2020年                                                       | 5月    | 哥伦比亚航空               | 1919年成立，南美第二大航空 |
| 2020年                                                       | 5月    | Stage百货                  | 1907年成立 |
| 2020年                                                       | 5月    | 尼曼百货                   | |
| 2020年                                                       | 5月    | Gold's Gym                 | |
| 2020年                                                       | 5月    | J.Crew（服饰）             | |
| 2020年                                                       | 4月    | 戴蒙德海底钻探公司         | |
| 2020年                                                       | 4月    | Wave Computing（AI晶片）   | CPU生產商美普思科技母公司 |
| 2020年                                                       | 4月    | Cinemex                    | 美國第八大連鎖影院 |
| 2020年                                                       | 4月    | 边疆通信公司               | |
| 2020年                                                       | 4月    | 怀汀石油                   | |
| 2020年                                                       | 4月    | Ravn Alaska（航空）        | 1948年成立 |
| 2020年                                                       | 4月    | 霍恩贝克离岸服务公司       | 旗下船队拥有62艘海工支援船（OSV）和10艘多用途供应船（MPSV），是全球和墨西哥湾市场超高规格新一代OSV的主要运营商之一                                                                     |
| 2020年                                                       | 3月    | OneWeb卫星                 | OneWeb向纽约南区美国破产法院自愿提出美国《破产法》第11章下的破产保护申请。7月初英国政府和印度移动网络运营商Bharti Global承诺提供超过10亿美元，来收购OneWeb并资助其商业运作的全面重启。 |
| 2020年                                                       | 3月    | 邁阿密航空                 | |
| 2020年                                                       | 2月    | 美國童軍                   | 1910年成立 |
| 2020年                                                       | 2月    | Pier 1家具                 | |
| 2020年国际金融恐慌                                           |        |                            | |
| 2019冠状病毒病美国疫情 至2020年6月2日美國共108,059人因病身故 |        |                            | |
| 2019年                                                       | 9月    | Forever 21（快時尚）       | |
| 2019年                                                       | 2月    | Payless鞋業                | 兩年內二度破產 |
| 2019年                                                       | 2017年 | Payless鞋業                | |
| 2019年                                                       | 1月    | 太平洋瓦电公司             | 1905年成立，是美国最大的天然气和电力公司之一 |
| 2019年                                                       | 2001年 | 太平洋瓦电公司             | 美国历史上第十大破产案，2001年時值361億美元 |
| 2018年                                                       | 10月   | 西尔斯控股                 | 創立於1893年西尔斯百货的母公司 |
| 2018－2020年中美贸易战                                       |        |                            | |
| 2017年                                                       | 9月    | 玩具反斗城                 | 1948年成立 |
| 2017年                                                       | 4月    | rue21（女裝）              | |
| 2011年                                                       | 12月   | AMR公司 （美国航空母公司） | |
| 2011年                                                       | 10月   | 全球曼氏金融               | 美国历史上第七大破产案，時值410億美元 |
| 2009年                                                       | 11月   | CIT集團                    | 1908年成立 美国历史上第四大破产案，時值804億美元 |
| 2009年                                                       | 6月    | 通用汽車                   | 1908年成立 美国历史上第三大破产案，時值910億美元 |
| 2009年                                                       | 5月    | 克莱斯勒汽車               | 1925年成立 美国历史上第八大破产案，時值393億美元 |
| 2009年                                                       | 不詳   | 索恩伯格抵贷公司           | 美国历史上第九大破产案，時值365億美元 |
| 2008年                                                       | 9月    | 雷曼兄弟                   | 1850年成立 美国历史上最大破产案，時值6,390億美元 |
| 2008年                                                       | 9月    | 华盛顿互惠銀行             | 1889年成立 |
| 2007年–2008年環球金融危機                                    |        |                            | |
| 2005年                                                       | 9月    | 达美航空                   | 1925年成立 |
| 2002年                                                       | 12月   | 联合航空                   | 1934年成立 |
| 2002年                                                       | 12月   | Conseco（保險）            | 美国历史上第六大破产案，時值614億美元 |
| 2002年                                                       | 8月    | 全美航空                   | 1939年成立，2015年併入美国航空集团 |
| 2002年                                                       | 7月    | 世通公司                   | 美国历史上第二大破产案，時值1,039億美元 |
| 2002年                                                       | 1月    | 环球电讯                   | 总资产224亿美元，以资产值计算，为美国當時第四大破产案例，排名仅次于安然(Enron)、德士古(Texaco)和Financial Corp. of America                                                             |
| 2001年                                                       | 12月   | 伯利恒钢铁                 | 1857年成立，世界第三大鋼鐵公司 |
| 2001年                                                       | 12月   | 宝丽来                     | 1937年成立，以即时成像技术而闻名 |
| 2001年                                                       | 12月   | 安然公司（參安然丑闻案）   | 美国历史上第五大破产案，時655億美元 |
| 2001年                                                       | 9月    | 九一一袭击事件             | 九一一袭击事件 |
| 2001年                                                       | 8月    | 美国国际喷气机公司         | |
| 2001年                                                       | 1月    | 環球航空                   | 1925年成立，9年內3次破產，併入美国航空 |
| 2001年                                                       | 1995年 | 環球航空                   | 1925年成立，9年內3次破產，併入美国航空 |
| 2001年                                                       | 1992年 | 環球航空                   | 1925年成立，9年內3次破產，併入美国航空 |
| 1990年                                                       | 12月   | 大陆航空                   | 1934年成立，2012年吞并联合航空后以联合航空的名义继续運作 |
| 1990年                                                       | 1983年 | 大陆航空                   | 1934年成立，2012年吞并联合航空后以联合航空的名义继续運作 |
| 1987年                                                       | 4月    | 德士古（石油公司）         | 1901年成立，破產時公司資產349億美元 2001年併入雪佛龙 |

## 外部連結
- USC CHAPTER 11 - REORGANIZATION （英文）